# Jamni
Jamni és un riu de l'Índia central al Bundelkhand, Madhya Pradesh. Neix a 24° 36′ N, 78° 50′ E / 24.600°N,78.833°E i corre en direcció generalment cap al nord, passant per Chanderi, i després de recórrer uns 112 km desaigua al riu Betwa.